# Tubbia tasmanica
Tubbia tasmanica är en fiskart som beskrevs av Whitley, 1943. Tubbia tasmanica ingår i släktet Tubbia och familjen svartfiskar. Inga underarter finns listade i Catalogue of Life.